# Bedřich Lorenc
Bedřich Lorenc (15. prosince 1923 Varnsdorf – 24. dubna 1955 státní hranice u obce Mařenice) byl český protikomunistický odbojář, který byl zastřelen po přechodu státní hranice do Československa.
Narodil se v roce 1923 ve Varnsdorfu. Po komunistickém převratu se mu podařilo z Československa uprchnout, načež se zapojil do protikomunistického odboje. Žil přitom v Západním Německu. Stal se agentem chodcem, možná působil ve službách americké zpravodajské služby. Dne 24. dubna 1955 byl zastřelen nedlouho poté, co se přes státní hranici u obce Mařenice vrátil z Východního Německa. Do té doby byl agentům Státní bezpečnosti zcela neznámý, nicméně po jeho smrti došlo k rozkrytí zpravodajské sítě jeho spolupracovníků v Československu. Měl u sebe přitom falešné doklady na jméno Rudolf Valtera, přičemž v některých seznamech obětí komunismu (a dokonce na některých památnících) je omylem uváděno právě toto jméno.
V roce 2021 vydal Martin Pulec knihu s titulem Kontrašpionážní akce Terat, která pojednává o životě Bedřicha Lorence.